# Aphodius grombczewskyi
Aphodius grombczewskyi là một loài bọ cánh cứng trong họ Scarabaeidae. Loài này được D.Koshant. miêu tả khoa học năm 1912.